# 嵯峨源氏
嵯峨源氏（さがげんじ）は、第52代嵯峨天皇の皇子・皇女を祖とする源氏氏族で、賜姓皇族の一つ。姓（カバネ）は朝臣。

## 概要
源氏には祖とする天皇別に21の流派（源氏二十一流）があり、嵯峨源氏はその最初の一つで嵯峨天皇から分かれた氏族である。
嵯峨天皇には23人の皇子がいたとされるが、そのうち17人の皇子が臣籍降下して源氏を称した。また、数人の皇女も臣籍降下して源姓を称した。それらの中でも源融の後裔で地方に土着して武家（軍事貴族）となった系統が著名で、渡辺氏（赤田氏・瓜生氏）などをはじめ、鎮西地方の松浦氏、蒲池氏、奈良原氏なども嵯峨源氏流と称した。
嵯峨源氏の氏人はほとんどが好字を用いない一字名だが、源是茂やその弟の源衆望のような二字名の氏人もいる。是茂・衆望の実父は源融の子の源昇だが、是茂は光孝天皇の養子に、衆望も光孝天皇の子である源是恒の養子となったために一字名を称さなかった。

## 歴史
弘仁5年（814年）嵯峨天皇が自らの多くの皇子女が皇族として封戸を支給されて官庫の負担となっていることから、まだ親王号を与えていない皇子女に朝臣姓を与えて臣籍降下させ、公務に従事させることを詔した。これにより、源信・源弘・源常・源明の4皇子と、源貞姫・源潔姫・源全姫・源善姫の4皇女が源朝臣姓を与えられて左京に貫附されたのを始まりとする。結局、嵯峨天皇の皇子17名・皇女15名が源朝臣姓を与えられて臣籍降下した。
淳和朝の天長8年（831年）正月に第三源氏の常が従三位に、7月に第一源氏の信が参議にそれぞれ叙任されて公卿に列すと、以降、嵯峨源氏の兄弟は一世源氏として順調に昇進する。承和7年（840年）常が20歳代で右大臣に昇ると、仁明朝から宇多朝にかけて常・信・融が相次いで左大臣を務めたのを始め、弘・明・定・生・勤も公卿に昇るなど、平安時代初期から前期にかけて藤原北家と並んで朝廷の一大勢力をなした。
二世源氏も融の子で大納言まで昇った湛と昇のほかに希・悦・直・舒が公卿に昇る。しかし、三世以降で上級貴族であり続けた例はほとんどなく、公家としては後世に子孫が伝わらなかった。なお、昇の子孫が地方に下って武家となり、渡辺氏・蒲池氏などの子孫を伝えている。

## 系譜
嵯峨天皇諸皇子・皇女系譜
源信流、源弘流、源常流
源定流、源明流、源澄流
源融流、源勤流、源啓流

## 主な嵯峨源氏
嵯峨源氏において子孫を長く伝えたのは源融の流れを汲み、地方に下り武家となった融流嵯峨源氏である。

### 氏族
- 摂津/渡辺氏
融流嵯峨源氏の代表的氏族。氏祖は源融の孫の源仕の孫にあたる源綱。
源綱は、清和源氏の源満仲の娘婿である仁明源氏の源敦の養子となり、母方の里の摂津国西成郡渡辺村（現・大阪府大阪市中央区）に住み、同地を本拠地として渡辺綱（渡辺源次）と名のり渡辺氏の祖となった。摂津源氏の源頼光の四天王筆頭とされ、大江山の酒呑童子退治説話などに剛勇の武者として登場する。
渡辺氏は代々が、摂津の住吉の浜（大阪湾）で行われる天皇の清めの儀式（八十嶋祭）に従事する天皇警護の滝口武者（滝口大夫、滝口惣官）の一族であるとともに、大江御厨惣官（渡辺惣官職）、衛門府、兵衛府など中央の官職を有した武家（軍事貴族）である。
- 越後/赤田氏・瓜生氏
渡辺綱の次男筒井久を祖とする氏族。代々が左衛門尉、右馬助に任じられた。鎌倉幕府の御家人を経て、赤田氏は刈羽郡赤田村、瓜生氏は三島郡瓜生に拠り、ともに地頭職に就いた。瓜生氏は承久の乱以降は、越前国今立郡瓜生村にある杣山城に移住した。瓜生氏は南北朝時代の瓜生保の代に新田義貞に従い、戦没した。保の後裔は足利将軍家に仕えたようである。赤田氏は南北朝時代の赤田源太告の代に、上記の同族の瓜生保に呼応したために、延文5年（1360年）に北朝方の越後守護の上杉憲顕配下の越後斎藤氏に攻められ、滅亡した。薩摩の奈良原氏は、その末裔と称した[5]。
- 摂津/渡辺党
その一方、渡辺綱の末裔と称した摂津の渡辺津を拠点とする水軍として瀬戸内海の水軍の棟梁格の「渡辺党」も存在した。渡辺党の派生氏族に鞆幕府中心の備後渡辺氏、安芸渡辺氏、摂津渡辺氏などがある。
- 肥前/松浦氏
渡辺氏の支族と称し、肥前国の水軍である松浦党の惣領氏族。渡辺綱の曾孫で、奈古屋授（源授、渡辺授）の孫で、瀧口泰（源泰、渡辺泰）の子で、肥前国松浦郡の天皇家直轄の宇野御厨の荘官として九州に下った松浦久（源久、渡辺久）を祖とする。松浦氏は傍流の平戸松浦氏が、江戸時代も平戸藩主家として続いた。

- 筑後/蒲池氏
渡辺氏以外の融流嵯峨源氏の一族と称して、筑後国柳川を拠点とする。筑後国三潴郡の地頭となり、三潴郡蒲池に住んだ蒲池久直（源久直）を祖とする。蒲池久直は、肥前国の天皇家直轄荘園の神埼荘（鳥羽院領神埼荘）の荘官として下向した源満末の孫とされる。
蒲池氏は後に松浦氏から源圓を婿養子を迎えて同族化したため渡辺党松浦氏の後裔ともされる。他に筑後の三池氏（中原氏族説もあり）や草野氏（藤原北家隆家流と称した肥前高木氏族説もあり）も嵯峨源氏の子孫説がある。
- 尾張/中島氏
鎌倉時代に尾張大介職にあった中島宣長は源融の13代子孫とされる。承久の乱に朝廷方として参加しており、乱後の領地交渉の模様が『吾妻鏡』に記されている。
また、戦国時代において子孫の中島左衛門尉が小口城（小久地城）において織田信清方として織田信長を退ける活躍が『武功夜話』に見られる。
- 常陸/源護の一族
関東に勢力を張り、平将門の乱においても重要な存在となる常陸大掾の源護とその一族もまた武蔵権介の源宛（箕田宛）と同族とされているが、仁明源氏の一員とする説もある。

### 人物
著名な嵯峨源氏姓の人物に関しては、嵯峨源氏の人物一覧を参照。